# Coordinadora de las Organizaciones Indígenas de la Cuenca Amazónica
La Coordinadora de las Organizaciones Indígenas de la Cuenca Amazónica (COICA) és una organització transnacional que reuneix diferents organitzacions indígenes de la conca de l'Amazones.
La missió de l'organització és "la promoció, protecció i seguretat dels pobles i territoris indígenes a través de la defensa de les seves formes de vida, principis i valors socials, espirituals i culturals."

## Història

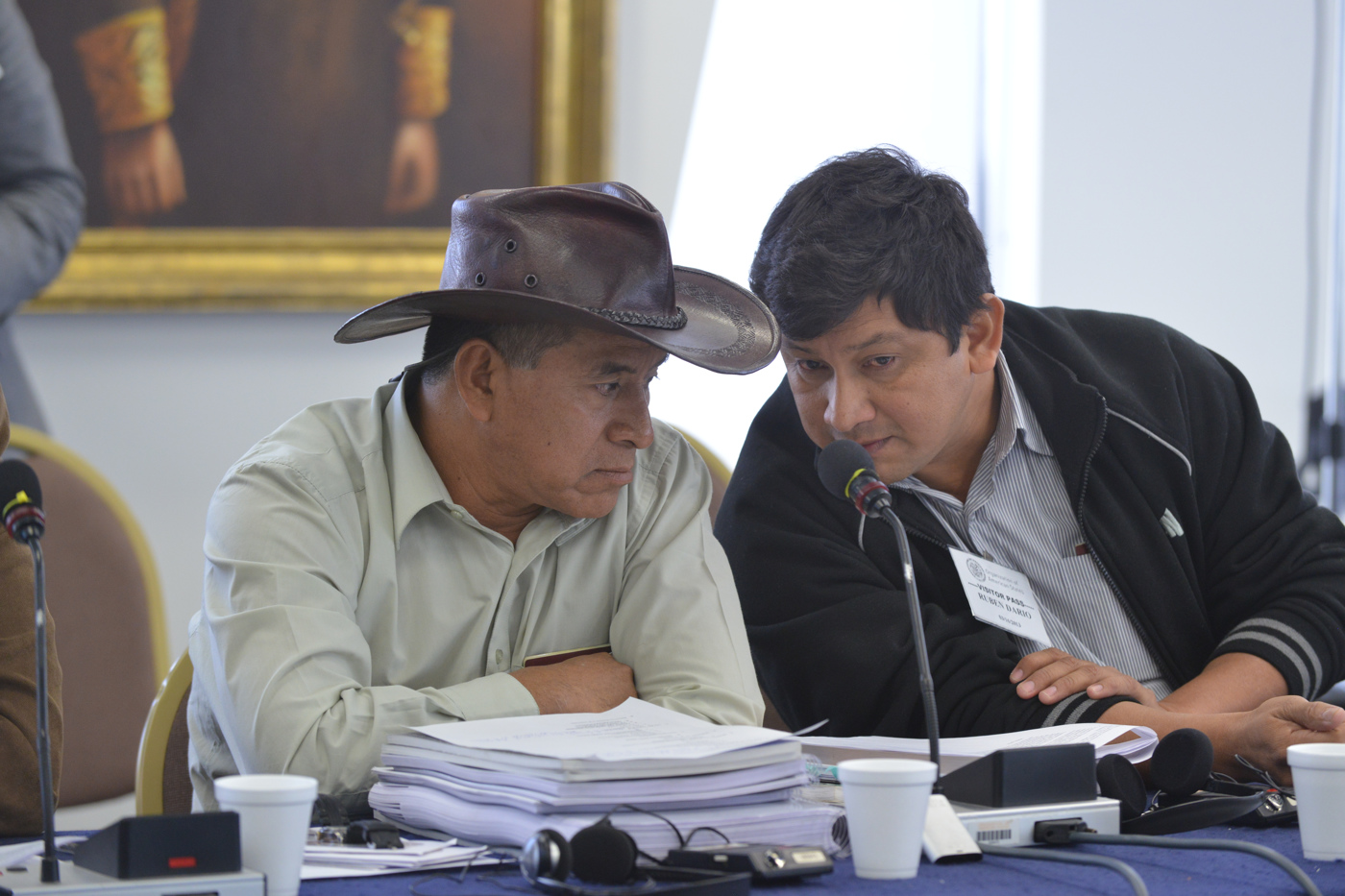
Fernando Vargas i Adolfo Chávez aassisteixen a una audiència sobre els situació de drets humans dels pobles indígenes que habiten en el TIPNIS en 2013

COICA va ser fundada durant el primer Congrés de l'Organitzacions Indígenes de la Conca Amazònica a Lima en el 14 de març de 1984. Organitzacions les que van participar ser AIDESEP del Perú, ONIC de Colòmbia, CIDOB de Bolívia, CONFENIAE de l'Equador, i UNI del Brasil.
Els objectius de l'organització COICA són promoure i desenvolupar mecanismes que fomentin la interacció dels pobles indígenes amb les organitzacions membres de COICA, defensar la autodeterminació dels pobles indígenes, respectar els drets humans dels seus membres, a coordinar les accions dels seus membres a nivell internacional, per a enfortir i conrear la col·laboració entre tots els pobles indígenes de la regió, i per a promoure la reivindicació cultural dels seus membres. Les organitzacions de COICA representen a 5000 comunitats membres els territoris de les quals inclouen 240 milions d'hectàrees de bosc.
Algunes de les iniciatives que COICA ha pogut aconseguir inclouen permetre que els pobles indígenes siguin educats en els seus idiomes natius i la fundació d'una Universitat Indígena de l'Amazones. Assoliments com aquests han encoratjat la revitalització de les cultures tradicionals. En 1993, la seu de COICA va ser reubicada permanentment en Quito, l'Equador. Aquí l'organització ha rebut el reconeixement legal de l'estat equatorià.

## Organitzacions afiliades
COICA és principalment una col·laboració entre nou organitzacions:
- Asociación Interétnica de Desarrollo de la Selva Peruana (AIDESEP), Perú
- Amerindian Peoples Association (APA), Guyana
- Confederación de Pueblos Indígenas de Bolivia (CIDOB), Bolívia
- Coordenação das Organizações Indígenas da Amazônia Brasileira (COIAB), Brasil
- Confederación de Nacionalidades Indígenas de la Amazonía Ecuatoriana (CONFENIAE), Equador
- Federation des Organisations Amerindiennes de Guyane (FOAG), Guaiana Francesa
- Organización Regional de Pueblos Indígenas del Amazonas (ORPIA), Veneçuela
- Organization Van Inheemsen in Suriname (OIS), Surinam
- Organización de los Pueblos Indígenas de la Amazonía Colombiana (OPIAC), Colombia

## Coordinadors Generals
- Evaristo Nugkuag Ikanan (1984-1992, com a President)
- Valerio Grefa Uquiña
- Edwin Vasquez[5]
- Gregorio Díaz Mirabal